# Weiße Sklavinnen für Tanger
Weiße Sklavinnen für Tanger (französisch Les Impures ‚Die Unreinen‘) ist ein französisches Filmdrama aus dem Jahr 1954 unter der Regie von Pierre Chevalier.

## Handlung
Mario, ein vor kurzem aus der Haft entlassener Gangster, der wegen einer Diebstahlaffäre verurteilt war, will unbedingt einen Neuanfang wagen. Doch alles beginnt schlecht, als er erfährt, dass seine Frau Géneviève nicht auf ihn gewartet hat. Aus Trotz nimmt Mario ein Arbeitsangebot von Mr. Charlie an. Als Gegenleistung für einen großen Batzen Geld muss Mario zunächst Michèle verführen, eine Sängerin und Hostess in einem Nachtclub in Montmartre. Danach muss er sie dazu bringen, einen Vertrag für einen Job in Tanger zu unterschreiben. Während Michèle nicht weiß, dass Mario ein Angestellter von Mr. Charlie ist, weiß Mario ebenso wenig, dass Michèle Opfer emotionaler Erpressung ist und in dem Nachtclub arbeitet, um ihre jüngere Schwester Daniele zu unterstützen. Als Mario sich in sein Opfer verliebt, weiß er, dass er den Plan nicht durchziehen kann. Doch die Gangster greifen, ein und Michèle ist bald auf dem Weg nach Tanger. Mit Danieles Hilfe macht sich Mario auf die Suche nach ihr. Er rettet sie aus dem Bordell in Tanger und wird von seinen ehemaligen Komplizen erschossen.

## Veröffentlichung
Der Film wurde am 22. November 1954 in Frankreich uraufgeführt. In Deutschland kam der Film am 6. Mai 1955 durch Pallas als Kinoverleiher in die Kinos.

## Kritik
Jean De Baroncelli schrieb in Le Monde: „Diese den wilden Tieren vorgeworfenen Jungfrauen haben die Unschuld von Blandine und Cécile. In Wahrheit wurde nie ein keuscherer Film für Minderjährige verboten. Dieses Werk macht mich traurig. Was für eine Verschwendung von Zeit, Geld und Talent.“